# Partido Social Demócrata
El Partido Social Demócrata va ser un petit partit polític radicat a Barcelona. Va estar en actiu des del gener de 1930 fins al febrer de 1931 quan s'integrà dins el Partit Republicà Radical Socialista "Regió Catalana". Ideològicament, s'adscrivia al moviment obrer on defensava millores socials i el sistema democràtic.
Durant el curt recorregut del partit, Teófilo Borses Álvarez i Juan Blasco de Viló el van dirigir, exercint els càrrecs de president i secretari, respectivament.